# Loboc
Loboc es un municipio de la provincia de Bohol en Filipinas. Según el censo del 2007, tiene 16 299 habitantes.
El nombre del municipio proviene de la palabra boholana lubog ([lʊˈboɡ]), refiriendo a las aguas turbias del río adyacente.

## Barangayes
Loboc se subdivide administrativamente en 28 barangayes.
| - Agape - Alegría - Bagumbayan - Bahian - Bonbón Lower - Bonbón Upper - Buenavista - Bugho - Cabadiangan - Calunasan Norte - Calunasan Sur - Camayaan - Cambance - Candabong | - Candasag - Canlasid - Gon-ob - Gotozon - Jimilian - Oy - Población Sawang - Población Ondol - Quinoguitan - Taytay - Tigbao - Ugpong - Valladolid - Villaflor |